# Abergavenny Chess Club
Abergavenny Chess Club – walijski klub szachowy z siedzibą w Abergavenny.

## Historia
Klub powstał w 1946 roku. W 1998 klub zadebiutował w Pucharze Europy. Zespół wygrał wówczas walkowerem mecz z Chess Academy of DEI Northern Greece, a przegrał spotkania z Bosną Sarajewo i CS Surya Montecatini. Te wyniki spowodowały, iż klub zajął czwarte miejsce w grupie i nie awansował do fazy finałowej. W 2014 roku klub zajął trzecie miejsce w Welsh Chess Premier League. Rok później klub wygrał ligę. W Pucharze Europy Abergavenny wygrał z Cardigan Chess Club i Adare Chess Club, a przegrał z SK Team Viking, Tammer-Shakki, Aatosem Helsinki, Gonzaga Chess Club i Karpošem Skopje, zajmując w klasyfikacji końcowej 46. miejsce. W 2015 roku klub obronił tytuł w Welsh Chess Premier League. W Pucharze Europy zespół odniósł zwycięstwa z Cardigan Chess Club i De Sprénger Echternach, zremisował z CE Genève i przegrał z Crveną zvezdą, LugPokerChess Ługańsk, Brønshøj SF i Sissą Groningen. W klasyfikacji końcowej turnieju klub uzyskał 52. pozycję.